# بان العلم
قرية بان العلم هي إحدى القرى التابعة لمركز العدوة بمحافظة المنيا في جمهورية مصر العربية. حسب إحصاءات سنة 2006، بلغ إجمالي السكان في بان العلم 7122 نسمة، منهم 3582 رجلا و3540 امرأة.